# Messedamm
Der Messedamm ist eine Verbindungsstraße im Berliner Ortsteil Westend vom Kaiserdamm zu den westlichen Messehallen des Messegeländes an den ehemaligen AVUS-Tribünen.
Der Messedamm beginnt als Verlängerung der Königin-Elisabeth-Straße am U-Bahnhof Kaiserdamm und verläuft von dort aus in südlicher Richtung am Zentralen Omnibusbahnhof vorbei und überquert direkt danach die Masurenallee/Neue Kantstraße. Anschließend verläuft er zwischen dem Areal des Funkturms und des ICC auf das Autobahndreieck zur A 100 zu und biegt dort westlich ab. Ab hier verläuft er parallel zur A 115 (AVUS) an den westlichen Messehallen vorbei. In der Nähe befinden sich der S-Bahnhof Westkreuz und das Motel/Hotel AVUS. Der Messedamm endet an der Kreuzung zur Jafféstraße am City Cube nahe dem S-Bahnhof Messe Süd. 
Der Messedamm trägt seinen Namen seit dem 7. Juli 1936. Er wurde nach dem nahegelegenen Messegelände benannt, auf dem bereits vor dem Ersten Weltkrieg und in den 1920er Jahren Ausstellungshallen errichtet wurden.